# Белобрюхий опоссум
Белобрюхий опоссум (лат. Didelphis albiventris) — вид млекопитающих из семейства опоссумов. Обитает на территории Бразилии, Боливии, Аргентины, Парагвая и Уругвая. Питается фруктами, беспозвоночными и мелкими позвоночными животными. Живёт в чрезвычайно разнообразных местах обитания. Это наземный территориальный вид, иногда живущий на деревьях.